# John Ole Askedal
John Ole Askedal,  född den 30 juli 1942, är en norsk filolog, professor i tysk språkvetenskap vid universitetet i Oslo. 
Askedal är medlem av Det Norske Akademi for Sprog og Litteratur (sedan 1994), där han i perioden 1996–2010 var vice preses. Han har också varit medlem av Norsk språkråd (från 1996). Vidare är han medlem av Det Norske Videnskaps-Akademi (från 1990) och Det Kongelige Norske Videnskabers Selskab (sedan 2007).